# Peter Kohnke
Peter Kohnke, född 9 oktober 1941 i Königsberg, död 3 april 1975 i Bremervörde, var en tysk sportskytt.
Kohnke blev olympisk guldmedaljör i gevär vid sommarspelen 1960 i Rom.